# Nazionale femminile di pallacanestro dello Zimbabwe
La nazionale femminile di pallacanestro dello Zimbabwe è la rappresentativa cestistica dello Zimbabwe ed è posta sotto l'egida della Federazione cestistica dello Zimbabwe.

## Piazzamenti

### Campionati africani
- 1994 - 7°
- 2013 - 12°

## Formazioni

### Campionati africani
Campionato africano femminile di pallacanestro 19944 K.J. Gombe, 5 C.L. Musasiwa, 6 N. Dhlamini, 7 M. Murombedzi, 8 P. Jarvis, 9 Muhoma, 10 C.E. James, 11 V. Dube, 12 D. Ngwerume, 13 M.S. Banda, 14 T.H. Kambarami, 15 R.B. Faranisi,        All. -
Campionato africano femminile di pallacanestro 20134 Mabasa, 5 Magwaro, 6 Chisale, 7 Chibonda, 8 Chareka, 9 Kanyimo, 10 Mandra, 11 Marondera, 12 Chamwarura, 13 Tinarwo, 14 Chinhoyi,        All. Sikhumbuzo Ndlovu